# 언케르궁

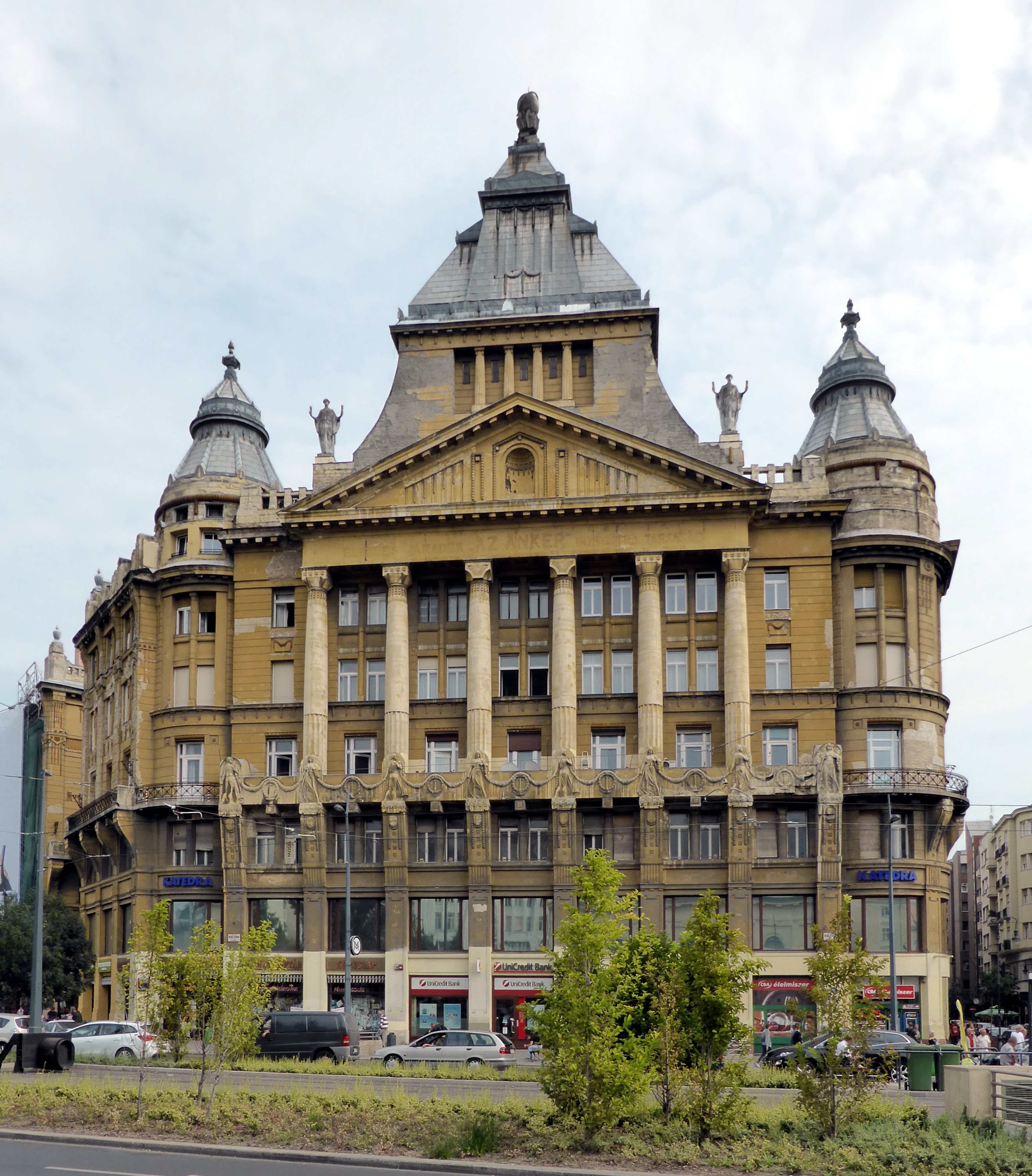
언케르궁

언케르궁(헝가리어: Anker-palota)은 헝가리 부다페스트에 있는 궁전이다. 1908년 알파르 이그나츠가 빈의 보험 회사인 안케르 생명연금 회사를 위해 지었다. 이 건물은 절충주의 양식으로 지어졌으며 1910년에 완공되었다. 데아크 페렌츠 광장을 마주보고 있다. 정면에는 도리스 양식의 기둥이 있고 지붕 위에는 팔을 뻗은 여성 동상 두 개가 있다.